# Lekkoatletyka na Letnich Igrzyskach Olimpijskich 1928 – bieg na 400 m przez płotki mężczyzn
Bieg na 400 metrów przez płotki mężczyzn – był jedną z konkurencji lekkoatletycznych rozgrywanych podczas IX Letnich Igrzysk Olimpijskich. Zawody odbyły się w dniach 29 - 31 lipca 1928 roku  na Stadionie Olimpijskim w Amsterdamie.

## Terminarz
| Data          |            |
| ------------- | ---------- |
| 29 lipca 1928 | Eliminacje |
| 29 lipca 1928 | Półfinały  |
| 31 lipca 1928 | Finał      |

## Wyniki

### Eliminacje
Po dwóch najlepszych zawodników z każdego biegu zakwalifikowało się do półfinałów.

#### Bieg 1
| Pozycja | Zawodnik             | Państwo           | Czas   | Uwagi |
| ------- | -------------------- | ----------------- | ------ | ----- |
| 1.      | David Burghley       | Wielka Brytania   | 57,0   | Q     |
| 2.      | Robert Maxwell       | Stany Zjednoczone | 57,2   | Q     |
| 3.      | Vangelis Moiropoulos | Grecja            | 58,4   |       |
| 4.      | André Adelheim       | Francja           | 59,2   |       |
| 5.      | Herman Larsen        | Dania             | 1:00,0 |       |

#### Bieg 2
| Pozycja | Zawodnik          | Państwo           | Czas | Uwagi |
| ------- | ----------------- | ----------------- | ---- | ----- |
| 1.      | Johnny Gibson     | Stany Zjednoczone | 57,0 | Q     |
| 2.      | Frederick Chauncy | Wielka Brytania   | b.d. | Q     |
| 3.      | Émile Swinnen     | Belgia            | b.d. |       |
| -       | Pierre Arnaudin   | Francja           | DNF  |       |

#### Bieg 3
| Pozycja | Zawodnik                  | Państwo         | Czas | Uwagi |
| ------- | ------------------------- | --------------- | ---- | ----- |
| 1.      | Roger Viel                | Francja         | 56,2 | Q     |
| 2.      | Tom Livingstone-Learmonth | Wielka Brytania | 56,4 | Q     |
| 3.      | Jukka Matilainen          | Finlandia       | 56,7 |       |
| 4.      | Alf Watson                | Australia       | 57,8 |       |

#### Bieg 4
| Pozycja | Zawodnik        | Państwo           | Czas | Uwagi |
| ------- | --------------- | ----------------- | ---- | ----- |
| 1.      | Morgan Taylor   | Stany Zjednoczone | 55,2 | Q     |
| 2.      | Erik Wilén      | Finlandia         | 56,5 | Q     |
| 3.      | Erik Kjellström | Szwecja           | 56,6 |       |

#### Bieg 5
| Pozycja | Zawodnik           | Państwo         | Czas | Uwagi |
| ------- | ------------------ | --------------- | ---- | ----- |
| 1.      | Sten Pettersson    | Szwecja         | 55,8 | Q     |
| 2.      | Stefan Kostrzewski | Polska          | 56,0 | Q     |
| 3.      | Lance Percival     | Wielka Brytania | b.d. |       |

#### Bieg 6
| Pozycja | Zawodnik           | Państwo           | Czas | Uwagi |
| ------- | ------------------ | ----------------- | ---- | ----- |
| 1.      | Frank Cuhel        | Stany Zjednoczone | 54,6 | Q     |
| 2.      | Luigi Facelli      | Włochy            | 55,1 | Q     |
| 3.      | Louis Lundgren     | Dania             | 55,9 |       |
| 4.      | Warren Montabone   | Kanada            | 56,5 |       |
| 5.      | Édouard Max-Robert | Francja           | b.d. |       |
| 6.      | S. Abdul Hamid     | Indie Brytyjskie  | b.d. |       |

### Półfinał
Pierwszych trzech zawodników z każdego półfinału awansowało do finału.

#### Bieg 1
| Pozycja | Zawodnik           | Państwo           | Czas | Uwagi |
| ------- | ------------------ | ----------------- | ---- | ----- |
| 1.      | Morgan Taylor      | Stany Zjednoczone | 53,4 | Q     |
| 2.      | Frank Cuhel        | Stany Zjednoczone | 53,6 | Q     |
| 3.      | David Burghley     | Wielka Brytania   | 53,9 | Q     |
| 4.      | Roger Viel         | Francja           | 57,6 |       |
| 5.      | Stefan Kostrzewski | Polska            | 58,0 |       |
| 6.      | Frederick Chauncy  | Wielka Brytania   | b.d. |       |

#### Bieg 2
| Pozycja | Zawodnik                  | Państwo           | Czas | Uwagi |
| ------- | ------------------------- | ----------------- | ---- | ----- |
| 1.      | Tom Livingstone-Learmonth | Wielka Brytania   | 54,0 | Q     |
| 2.      | Luigi Facelli             | Włochy            | 54,2 | Q     |
| 3.      | Sten Pettersson           | Szwecja           | 54,3 | Q     |
| 4.      | Johnny Gibson             | Stany Zjednoczone | 54,4 |       |
| 5.      | Erik Wilén                | Finlandia         | 54,5 |       |
| 6.      | Robert Maxwell            | Stany Zjednoczone | b.d. |       |

### Finał
| Pozycja | Zawodnik                  | Państwo           | Czas | Uwagi |
| ------- | ------------------------- | ----------------- | ---- | ----- |
| 1.      | David Burghley            | Wielka Brytania   | 53,4 |       |
| 2.      | Frank Cuhel               | Stany Zjednoczone | 53,6 |       |
| 3.      | Morgan Taylor             | Stany Zjednoczone | 53,6 |       |
| 4.      | Sten Pettersson           | Szwecja           | 53,8 |       |
| 5.      | Tom Livingstone-Learmonth | Wielka Brytania   | 54,2 |       |
| 6.      | Luigi Facelli             | Włochy            | 55,8 |       |